# 王家砭镇
王家砭镇，是中华人民共和国陕西省榆林市佳县下辖的一个乡镇级行政单位。

## 行政区划
王家砭镇下辖以下地区：
王家砭村、孙家峁村、雷家坬村、康家坬村、打火店村、马军王村、康崖窖村、三皇梁村、火神山村、旧寨村、柳树会村、王寨村、窑湾村、曹硷村、潘圪塔村、赵家沟村、大稍梁村、张家沟村、奥圪塔村、豪则沟村、王车畔村、高武沟村、佛店山村、刘家峁村、老庄墕村、白土沟村和程家沟村。